# Таутово
Тау́тово (рос. Таутово, чув. Тавăт) — присілок у складі Аліковського району Чувашії, Росія. Адміністративний центр Таутовського сільського поселення.
Населення — 462 особи (2010; 551 у 2002).
Національний склад:
- чуваші — 98 %